# Heliophanus megae
Heliophanus megae är en spindelart som beskrevs av Wesolowska 2003. Heliophanus megae ingår i släktet Heliophanus och familjen hoppspindlar. Inga underarter finns listade i Catalogue of Life.